# Gesellschaft zur Verwertung von Leistungsschutzrechten
Die Gesellschaft zur Verwertung von Leistungsschutzrechten mbH (GVL) ist eine deutsche Verwertungsgesellschaft im Sinne des Verwertungsgesellschaftengesetzes (VGG).
Die Geschäftsführer sind Tilo Gerlach und Guido Evers. Im Jahr 2023 betrug der Gesamtertrag der GVL 249,2 Millionen Euro.

## Tätigkeitsbereiche
Die Gesellschaft nimmt die Zweitverwertungsrechte von Leistungsschutzberechtigten im Bereich von Musik, Film und Fernsehen für alle Arten von Medien wahr. Wahrnehmungsberechtigte der GVL sind ausübende Künstler, Tonträgerhersteller, Veranstalter und Videoclipproduzenten. Zweitverwertungsrechte umfassen allgemein Verwertungshandlungen, die der dem Urheber oder Leistungsschutzberechtigten zustehenden ersten Verwertung nachfolgen. Im Falle der GVL geht es dabei vor allem um die Nutzung von Tonträgern (z. B. CDs) oder Bild-Tonträgern (z. B. DVDs) in Form der Sendung, des Abrufs, der Einspeisung von Rundfunksendungen in ein Kabelnetz, bei Veranstaltungen und in Gaststätten, durch Vermietung (z. B. Videothek) und Verleih (z. B. öffentliche Bibliothek). Daneben nimmt sie auch den Anspruch auf die sog. Rekorder- und Leermedienabgabe (§§ 54 ff. UrhG) wahr, d. h. die Vergütung für die erlaubte private Vervielfältigung (Privatkopie) nach § 53 Absatz 1 Satz 1 UrhG, die nicht der einzelne Nutzer, sondern der Hersteller oder Importeur von z. B. CD-Rohlingen zu zahlen hat.
Das Unternehmen vertritt im Gegensatz zur GEMA, welche die Rechte von Urhebern (Komponisten, (Lied-)Textdichtern) bzw. deren Musikverlagen wahrnimmt, die Rechte von leistungsschutzberechtigten Interpreten (d. h. ausübenden Künstlern) bzw. deren Tonträgerunternehmen. Darüber hinaus können u. a. auch Schauspieler und Synchronschauspieler, künstlerische Sprecher, Stuntmen oder Tänzer der GVL ihre Zweitverwertungsrechte übertragen. Mitte 2021 haben über 160.000 Künstler und Tonträgerhersteller die GVL mit ihrer Rechtewahrnehmung beauftragt.
Das Unternehmen ist auch für die Vergabe von Labelcodes (LC) verantwortlich.
Das Inkasso führt in bestimmten Bereichen die GEMA durch. Für das Inkasso der Rekorder- und Leermedienabgaben ist die Zentralstelle für private Überspielungsrechte (ZPÜ), ein Zusammenschluss aller urheberrechtlichen Verwertungsgesellschaften, zuständig.

## Geschichte
Die GVL wurde 1959 durch die Deutsche Orchestervereinigung (DOV) und die Deutsche Landesgruppe der International Federation of the Phonographic Industry (IFPI) gegründet.